# Il predone di Megdelane
Il predone di Megdelane (The Millionaire Pirate) è un film muto del 1919 diretto da Rupert Julian. Il soggetto si basa su una storia ungherese di Emil Nyitray.

## Trama

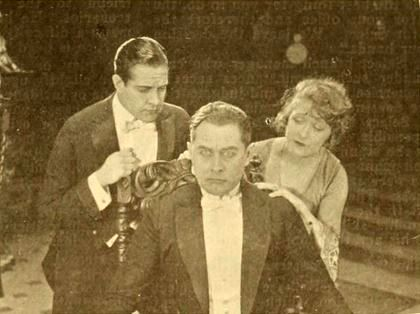

Nei primi anni dell'Ottocento, il pirata Jean Lafitte, dopo aver sconfitto un pirata rivale, mette le mani su un tesoro e su una bella prigioniera. Anche se la donna si offre a Lafitte in cambio della vita del suo amante inglese, il pirata ordina che l'uomo affronti la morte in mare passando sulla passerella. Lei, allora, scaglia una maledizione su Lafitte e su tutti i suoi discendenti che non potranno mai conoscere il vero amore di una donna.
Duecento anni dopo, nelle Indie Occidentali, il pittore Paul Winthrop si è preso Joe, un pescatore di perle, come modello per il dipinto che sta facendo del pirata. Completato il quadro, tutti quanti non possono non pensare alla storia che richiama. Joe, alla ricerca del tesoro di Lafitte, riesce a trovarlo. Parte allora per New York, dove viene a sapere che il ritratto ha colpito molto la ricca Lily Demorest e un suo ammiratore, Robert Spurr, un pirata della finanza. La donna, di cui è teneramente innamorato Paul, viene rapita da Joe, che vuole darla al pittore ma che poi, invece, decide di tenerla per sé. I lamenti di Lily per Paul gli ricordano la maledizione e riprende coscienza di quello che sta facendo: restituisce la donna all'amato, appagato per la felicità dei due amanti.

## Produzione
Il film fu prodotto dalla Bluebird Photoplays (Universal Film Manufacturing Company).

## Distribuzione
Il copyright del film, richiesto dalla Bluebird Photoplays, Inc., fu registrato il 29 gennaio 1919 con il numero LP13328.
Distribuito dalla Bluebird Photoplays (Universal Film Manufacturing Company), il film uscì nelle sale cinematografiche statunitensi il 10 febbraio 1919. La Société des Etablissements L. Gaumont lo distribuì in Francia il 18 giugno 1920 con il titolo Le Corsaire. In Italia uscì nel 1922 con il visto di censura 16889, distribuito dalla Transatlantic.
Non si conoscono copie ancora esistenti della pellicola che viene considerata presumibilmente perduta.